# Bermuda ved sommer-OL 2020
Bermuda deltog under Sommer-OL 2020 i Tokyo som bliver afviklet i perioden 23. juli til 8. august 2021.

## Medaljer
| 2020 Tokyo | Guld | Sølv | Bronze | Total |
| Bermuda    | 1    | 0    | 0      | 1     |

### Medaljevinderne
| Bermuda under sommer-OL 2020 i Tokyo | Bermuda under sommer-OL 2020 i Tokyo | Bermuda under sommer-OL 2020 i Tokyo | Bermuda under sommer-OL 2020 i Tokyo | Bermuda under sommer-OL 2020 i Tokyo |
| Medalje                              | Navn                                 | Sport                                | Event                                | Dato                                 |
| ------------------------------------ | ------------------------------------ | ------------------------------------ | ------------------------------------ | ------------------------------------ |
| Guld                                 | Flora Duffy                          | Triatlon                             | Damernes triatlon                    | 27. juli                             |